# تصادم معرض دالاس الجوي 2022
في 12 نوفمبر 2022 اصطدمت طائرتان من حقبة الحرب العالمية الثانية، الأولى من طراز بوينغ بي 17 فلاينغ فورتس B-17 Flying Fortress والاخرى من طراز بيل بي- 63 كينغكوبرا Bell P-63 Kingcobra، وتحطمتا في الجو خلال عرض جوي في مطار دالاس التنفيذي في مدينة دالاس بولاية تكساس الأمريكية. وقع التصادم في حوالي الساعة 1:22 مساءً بالتوقيت المحلي خلال معرض جوي نظمته القوات الجوية التذكارية، حيث تزامن المعرض مع احتفالات يوم المحاربين القدامى.
وأفاد مسؤولون أن طائرة بي 17 كان على متنها طاقم مكون من خمسة أفراد فيما كان هناك شخص واحد على متن طائرة بي- 63، حيث تم تأكيد وفاة الستة جميعًا.

## الطائرات
كانت طائرة B-17 المنخرطة في الحادث هي إحدى طائرات شركة دونقلاس لونق بيتش Douglas-Long Beach والتي دخلت الخدمة لأول مرة في عام 1945 وكان يشغلها متحف تراث القوات الجوية الأمريكية. كانت تعد واحدة من الطائرات القليلة الباقية من طراز بي-17 Flying Fortress التي ظلت صالحة للطيران.  كانت الطائرة الثانية المنخرطة في الحادث هي من طراز بيل بي-63 كينغكوبرا P-63F-1-BE Kingcobra، والتي كان يشغلها أيضًا متحف تراث القوات الجوية الأمريكية. كانت هذه الطائرة واحدة من طائرتين من طراز P-63F وواحدة من خمس طائرات من طراز P-63s التي ظلت صالحة للطيران. لم يكن لها اسم وتم رسمها بعلامات الاختبار الأصلية "X".

## الاصطدام
وقع الحادث في مطار دالاس التنفيذي خلال معرض جوي حضره أكثر من 4000 متفرج. نقلت كلتا الطائرتين بواسطة متطوعين مدربين تدريباً عالياً، وغالباً ما يكونون طيارين محترفين متقاعدين. وفقًا لروايات الشهود كانت الطائرة P-63F تقوم بانعطاف منحرف عالي السرعة إلى ممر المدرج اثناء تخفيظ الارتفاع. اصطدمت الطائرة مع طائرة B-17 في يسار المنفذ الخلفي من الأعلى، مما أدى إلى قطع جسم الطائرة B-17 من نقطة خلف جناحي الطائرة. تحطمت كلتا الطائرتين واصطدمت بالأرض بعد ثوانٍ، وانفجرت واشتعلت فيها النيران.

## الضحايا
توفي جميع أفراد الطواقم وعددهم ستة. فيما لم ترد انباء عن وقوع اصابات أو وفيات على الأرض.